# Jisk'a Iru Muqu
Jisk'a Iru Muqu ( na língua aimará , jisk'a= pequeno, iru= grama (Festuca) , nó muqu= caniço-de-água ,  também escrito por Jiskairumoko ou Jisk'airumoko ) é um sítio arqueológico do Peru localizado a 54 quilômetros ao sudeste de Puno. Localizado nas montanhas a uma altitude de 4.115 metros, na comunidade Aimará de Jachacachi, adjacente à foz do rio Ilave, na bacia do lago Titicaca. A ocupação de Jisk'a Iru Muqu iniciou no Período Arcaico Tardio e foi até o Período Formativo.

## Pesquisa
O site foi registrado pela primeira vez formalmente por Mark Aldenderfer em 1994, durante uma pesquisa de campo arqueológico realizada nas proximidades do rio Ilave. As primeiras escavações no local foram realizadas em 1995.  Jisk'a Iru Muqufoi o primeiro local do período arcaico a ser escavado na bacia do Lago Titicaca . Sob a direção de Aldenderfer, uma equipe da Universidade da Califórnia em Santa Bárbara , incluindo Nathan Craig e Nicholas Tripcevich, realizou escavações adicionais no sítio durante os invernos austral de 1999-2004. Informações do Sistema de informação geográfica (SIG) foram usadas no registro das superfícies expostas. O sítio foi arado por trator em 2005.

## Resultados e interpretações
Jisk'a Iru Muqu desempenha um papel fundamental para a compreensão da história pré-colombiana do Peru andino, nele constatamos os seguintes aspectos: conter objetos antigos importantes, mostrar transições arquitetônicas, incorporar variação na organização estrutural interna, apresentar rituais em áreas de uso doméstico e formação de rotas comerciais regulares .

### Objetos antigos importantes

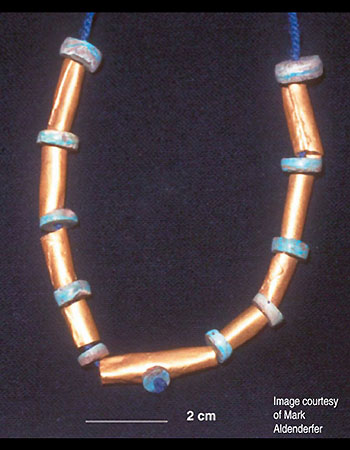

Um colar com nove contas de ouro foi encontrado num túmulo, provavelmente uma mulher com alto status social, ao lado de uma casa do Período Arcaico Tardio.  A datação do local indica que o colar foi fabricado entre 3300 e 1500 a. C, o que o torna o primeiro artefato de ouro conhecido nas Américas. O enterro dos objetos implica a riqueza e o prestígio do seu dono através da eliminação e remoção da exibição e recirculação do objeto. O achado reforça o conceito de que a metalurgia se desenvolveu a partir de múltiplas tecnologias independentes que se concentraram em materiais nativos. 

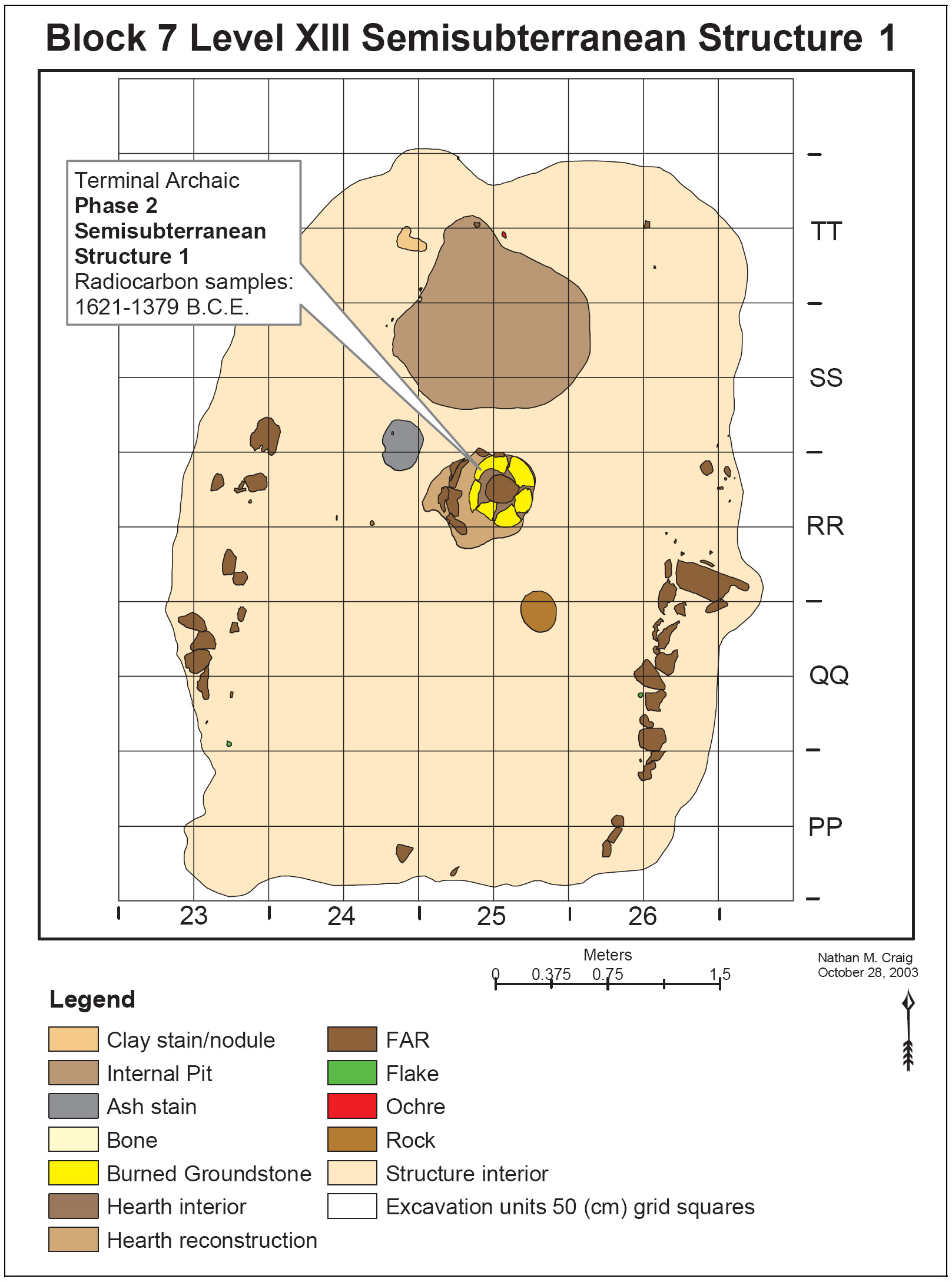
Estrutura Semi-Subterrânea 1

### Transições arquitetônicas
A arquitetura doméstica revelada durante a escavação nos fornece uma evidência de que existia uma mobilidade residencial reduzida na região (fim do Nomadismo). Foram encontrados três abrigos, uma estrutura semi-subterrânea e duas estruturas construídas acima do solo durante as escavações e feitas vinte e cinco datações por radiocarbono mostrando que os abrigos eram bem antigos (cerca de 3000 a.C;), a estrutura semi-subterrânea é intermediária, e as estruturas acima do solo mais novas (cerca de 1200 a.C). Esta mudança nas estruturas dos abrigos para estruturas acima do solo é outro exemplo de uma transição arquitetônica clássica observada em muitas partes do mundo.
| Tipo de Estrutura  | Área (m²) | Perim (m) | Profundidade / espessura (cm) | Armazenamento interno (l) | Armazenamento externo (l) |
| ------------------ | --------- | --------- | ----------------------------- | ------------------------- | ------------------------- |
| Abrigo 1           | 13.20     | 12.92     | 0,41                          | 420                       | 80                        |
| Abrigo 1 Exterior  | 18.69     | 14.56     | 0,16                          | -                         | -                         |
| Abrigo 2           | 8,47      | 11        | 0,18                          | -                         | 860                       |
| Abrigo 3           | 5.21      | 7.92      | 0,32                          | 130                       | 510                       |
| Semi-Subterrâneo 1 | 15.18     | 14,76     | 0,25                          | 180                       | 1400                      |
| Retangular 1       | 9.85      | 12.95     | 0,1                           | -                         | -                         |
| Retangular 2       | 22.96     | 20.66     | 0.15-0.2                      | -                         | -                         |

### Organização do espaço
Os padrões de relacionamentos genéticos e o compartilhamento de recursos são variáveis importantes para a compreensão da estrutura social de uma aldeia.  O espaçamento entre as estruturas e a organização do espaço dentro destas estruturas podem ajudar a resolver algumas questões sociais. 
A pesquisa etnoarqueológica mostra que as interações entre indivíduos nas sociedades caçadoras e coletoras contribuíram fundamentalmente para a adaptabilidade da cultura. Através da análise da estrutura do local (a distribuição das habitações na área, onde se localizam as áreas de atividade comum e individual, onde se localizam as áreas de refugo e outras características), é possível fazer inferências sobre a interação social, permitindo assim a contribuição para o estudo da cultura suas adaptações e dinâmicas.  Desta forma vemos que na medida em que o espaço entre as estruturas aumenta, há uma diminuição no nível de relação genética e de compartilhamento entre os ocupantes das estruturas.  Entre os povos nômades, o aumento da formalidade na organização interna do espaço tende a ter relação com ocupações residenciais de longo prazo.  A localização de pequenas instalações de armazenamento dentro das casas sugere que a distribuição dos recursos ocorre no nível doméstico, enquanto que grandes e formalizadas instalações de armazenamento exterior implicam que a distribuição de recursos é mediada ou gerenciada por uma figura de autoridade.
As escavações em Jisk'a Iru Muqu nos mostraram três tipos de estruturas, cada uma das quais mostrou diferenças no espaçamento entre estruturas semelhantes, na organização interna do espaço e no armazenamento. Essas variações implicam mudanças nas relações sociais durante a ocupação do local. Os Abrigos 1 a 3 tinham uma menor distância entre as estruturas, isso implica numa  "alta relação" e "compartilhamento" entre os ocupantes das estruturas. Estes abrigos continham pequenas mas inúmeras alcovas internas. Estas foram interpretadas como sendo instalações de armazenamento de alimentos. As inúmeras pequenas alcovas sugerem que o armazenamento era limitado e que a distribuição de recursos era feita a nível doméstico e não era mediada por nenhum indivíduo com autoridade supra-doméstica como um chefe tribal . Nenhuma dos abrigos continha pedras de cozinha (grandes pedras usadas para suportar recipientes ou servir como superfícies de trabalho).
Já o espaçamento das estruturas semi-subterrâneas eram consideravelmente mais distantes. Isso sugere um queda no nível de relação genética entre os ocupantes da estrutura e indica que o compartilhamento também declinou. O armazenamento nos níveis ocupacionais mais profundos da Estrutura Semi-subterrânea 1 era composto por um único poço grande no chão. Essas camadas ocupacionais inferiores não foram associadas com pedras de cozinha. As características de armazenamento interno não estavam presentes nos níveis ocupacionais posteriores da Estrutura Semi-Subterrânea 1. No entanto, as pedras de cozinha foram usadas durante as ocupações posteriores dessa estrutura. As Estruturas Retangulares estavam mais espaçadas que os Abrigos, mas o espaçamento não era tão distante como as estruturas semi-subterrâneas. Não foram encontrados recursos de armazenamento interno reconhecíveis nas Estruturas Retangulares 1 ou 2. Isso implica que qualquer armazenamento era praticado de uma forma que não deixou uma assinatura arqueológica reconhecível, ou todo o armazenamento era exterior. Ambas as Estruturas Retangulares continham pedras de cozinha.
Ao longo do tempo as relações genéticas e o compartilhamento diminuíram na aldeia arcaica de Jisk'a Iru Muqu. O armazenamento parece ter se tornado mais centralizado dentro das estruturas e o uso de poços internos de armazenamento foi abandonado. Nesta época, os ocupantes das estruturas começaram a usar pedras de cozinha. Isso sugere que as atividades de processamento ou atendimento assumiram maior importância dentro da arquitetura residencial.

### Rituais
No sentido usado por Émile Durkheim , os moradores de  Jisk'a Iru Muqu do Período Arcaico Tardio e do Período Formativo exibiam um padrão cultural simples. Isso não implica que os moradores fossem simples, indica que os componentes da cultura, as práticas econômicas, as estruturas políticas e as práticas espirituais foram incorporadas num mesmo elemento em vez de se diferenciarem. Em Jisk'a Iru Muqu, o primeiro Abrigo, datado 3200 a.C, parece ter sido utilizado como lugar de preparação ritual. A evidência para isso está em como se processou termicamente o ocre para uso como pigmento mineral. Em Jisk'a Iru Muqu, embora os rituais pareçam ocorrer na habitação mais antiga do sítio, atividades domésticas regulares também foram realizadas lá.  Portanto, as atividades domésticas e rituais foram incorporadas espacialmente dentro da mesma arquitetura. Durante períodos de tempo posteriores na cultura pré-colombiana andina, as culturas se tornaram muito mais complexas e, muitas vezes, as estruturas de uso ritual se separaram das estruturas de uso doméstico.

### Desenvolvimento de rotas comerciais regulares
Existia um intenso comércio com povos da região de Arequipa. As escavações em Jisk'a Iru Muqu recuperaram sessenta e oito ferramentas de obsidiana . A caracterização elementar desse material foi realizada por fluorescência de raio X (FRX), no  laboratório de FRX da Universidade de Berkeley sob a direção de Steven Shackley e por FRX portátil por Jeff Speakman e Rachel Popelka-Filcoff do Laboratórios de Arqueometria da Universidade do Missouri. Esta pesquisa constitui o maior programa de pesquisas em obsidianas do Período Arcaico Andino. Os resultados indicam que todos, exceto dois dos 68 objetos de obsidiana (97%), são feitos da obsidiana de Cotallalli.  Os outros dois artefatos são de obsidiana de Alca. Ambas as fontes estão localizadas na região de Arequipa . A fonte da obsidiana de Cotallalli estava localizada no Vale do Colca e a fonte de obsidiana de Alca está localizada no Vale de Cotahuasi.

### Arqueobotânica
Os restos de batata e feijão foram identificados a partir de grãos de amido recuperados das ferramentas de moagem encontradas no sitio.